# النهر الكبير ذو القلبين
النهر الكبير ذو القلبين (بالإنجليزية: Big Two-Hearted River)‏ هي قصة قصيرة من جزأين للكاتب الأمريكي إرنست هيمنجواي نشرت عام 1925 ضمن طبعة بوني وليفرايت لقصة «في وقتنا»، وهي أول مجلد أمريكي لروايات هيمنجواي، وتتميز القصة ببطل واحد هو "نيك آدامز" والذي يعكس السيرة الذاتية لهيمنجواي في تلك الفترة، ويسمع صوته مرتين فقط في القصة.
وتكشف القصة عن الطابع المدمر للحرب وكيف تقاومه طاقات الطبيعة الشافية والمُصلحة، ولقد أشاد النقاد بالقصة عندما نُشرت بأسلوب هيمنجواي، وأصبحت عملاً مهماً من أعماله، وتعد هذه القصة واحدة من باكورة أعمال هيمنجواي التي وظف فيها «نظرية الجبل الجليدي» الخاصة به في الكتابة، وهي منهج معاصر للكتابة النثرية يعتمد على التلميح لا التصريح للمغزى الأساسي، كما تقتصر القصة على الوصف وتخلو عمداً من الحبكة.
تأثر هيمنجواي بالابتكارات البصرية في لوحات سيزان، كما تبنى فكرته في تقديم تفاصيل الخلفية بتركيز أقل من الصورة الأصلية. ويصف هيمنجواي في القصة أصغر تفاصيل رحلة صيد بدقة وعمق كبير، بينما يعطي اهتماماً عابراً للمنظر الطبيعي والمستنقع الأكثر وضوحاً في المشهد.

## الخلفية والنشر
انتقل هيمنجواي مع زوجته هادلي إلى باريس عام 1922، حيث عمل كمراسل أجنبي لصحيفة تورونتو ستار، وأصبح صديقاً لكتاب اتبعوا مذهب الحداثة وتأثر بهم مثل فرنسيس سكوت فيتزجيرالد وفورد مادوكس فورد وجيمس جويس وعزرا باوند وجيرترود شتاين، ولقد شهد عام 1923 نشر أول أعمال هيمنجواي، وهو مجلد صغير تحت عنوان «ثلاث قصص وعشر قصائد»، أتبعه بنشر مقالات أخرى قصيرة في العام التالي، وهي «في وقتنا،» وفي عام 1924، بدأ يكتب قصصًا ليضيفها إلى المجلد مع «النهر الكبير ذو القلبيين» كما كان مقررًا أن تكون النموذج الأخير، على أمل أن يتمكن من نشرها في نيويورك، فبدأ يكتب القصة في شهر مايو من هذه السنة ولكنه لم ينهها حتى سبتمبر حيث قضى الصيف وهو يساعد عزرا باوند وفورد مادوكس فورد في إطلاق مجلة «المراجعة العابرة للأطلنطي».

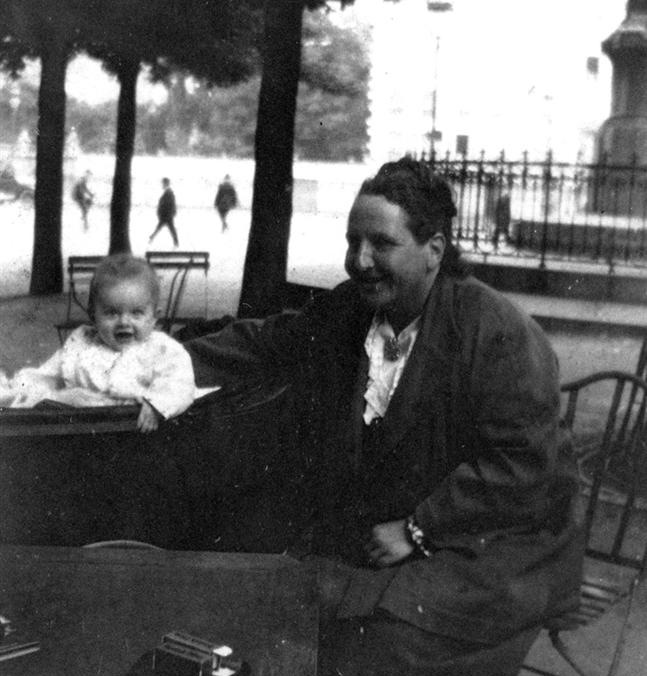
صورة لجيرترود شتاين مع جاك ابن ارنست هيمنجواي عام 1924، وقد نصحت شتاين هيمنجواي بتقصير نهاية النهر الكبير ذو القلبين.

وتتميز قصة «النهر الكبير ذو القلبين» بتوافر عناصر السيرة الذاتية القوية، فخلال الحرب العالمية الأولى أصبح هيمنجواي عضوًا في الصليب الأحمر وعمره 19 عاماً، وتم إرساله إلى الجبهة الإيطالية في فوسولوتا كسائق سيارة إسعاف، وفي أول يوم له هناك ساعد على استعادة رفات عاملات قُتلْنَ في انفجار مصنع ذخيرة، وقد كتب عنهن بعد ذلك في كتابه «موت في الظهيرة»: «أذكر أننا بعد أن بحثنا بدقة للحصول على الجثث كاملة، وجدنا فقط أشلاء»، وبعد أيام قليلة، في يوليو 1918، أصيب هيمنجواي بجروح بالغة عندما انفجرت قنبلة هاون بين ساقيه، فأرسل إلى مشفي في ميلانو حيث ظل يتعافى بها لمدة ستة أشهر، وبعد عودته للمنزل، ذهب هيمنجواي في سبتمبر 1919 مع صديقين من أصدقاء المدرسة الثانوية في رحلة صيد وتخييم في الريف قرب سيني في شبه جزيرة ميشيغان استمرت أسبوعاً، وكانت هذه الرحلة مصدر إلهامه في قصة «النهر الكبير ذو القلبين».
وتُظهر المخطوطة استخدام ضمائر الجمع، مما يشير إلى أنه في نسخة مبكرة كانت هناك شخصيات أكثر في القصة، لكن عند النشر حُذفت أي إشارة لأصدقائه أو لسكان البلدة وتُرك «نيك» وحيداً في الغابة، وعندما سأل هيمنجواي شتاين عن رأيها في المسودة في أكتوبر عام 1925، نصحته بأن يحذف 11 صفحة من تيار الذكريات الواعية التي كتبها من وجهة نظر «نيك»، ولقد أخذ هيمنجواي بنصيحتها وأعاد صياغة النهاية، وكتب إلى محرره: «لقد اكتشفت أن آخر 11 صفحة من القصة الأخيرة ما هي إلا حماقة».
ولقد كتب كاتب السيرة «جيمس ميلاو» أن في هذه المرحلة المبكرة من حياة هيمنجواي المهنية، فإنه لم يكن قد طور موهبته بالقدر الكافي الذي يمكنه من دمج التأملات الذاتية بشكل كامل واحترافي كما يعتقد، كما أن الحلقة المفقودة ربما كانت «رحلة قوة»، وربما كانت قد كُتبت في فترة أكثر نضجًا من تطور هيمنجواي، وفي يناير عام 1925، وبينما يحل الشتاء في شرونس في النمسا، وفي انتظار رد من خطابات الاستعلام المكتوبة للأصدقاء والناشرين في أميركا، قدم هيمنجواي القصة للنشر في مجلة صديقه «إرنست والش» الأدبية التي اُنشأت حديثًا «هذا الربيع»، حيث اشتراها «والش» بمبلغ 1000 فرانك فرنسي، وهو أعلى مبلغ تلقاه هيمنجواي مقابل عمل أدبي.
وفي الخامس من أكتوبر 1925، نشرت الطبعة المُوسعة من «في وقتنا» من قبل «بوني وليفيرايت» في نيويورك، وكانت آخر قصة في المجلد هي «النهر الكبير ذو القلبيين»، والتي أضيفت في وقت لاحق لمجموعة هيمنجواي «العامود الخامس والقصص التسع والأربعون الأولى» التي نشرت في أكتوبر عام 1938، وإلى مجموعتي قصص قصيرة نشرت بعد موته هما: «قصص نيك آدامز» عام 1972، و«القصص القصيرة الكاملة لإرنست هيمنجواي: طبعة فينكا فيجيا» عام 1987.

## الحبكة

### الجزء الأول
تبدأ القصة بوصول «نيك آدامز» بالقطار إلى قرية سيني بولاية ميشيغان الأمريكية، ليجد أن حريقًا قد ألحق الدمار بالبلدة ولم يترك شيءًا سوى «قضبان القطارات وبلدة احترقت بالكامل»، وبينما هو سائرٌ في طريقٍ يأخذهُ بعيدًا عن المدينةِ، إذ وقف على جسرٍ ليراقبَ أسماكَ السلمون المرقطة سابحةً في النهرِ ثم ما لبث أن صعد تلًا وجلسَ فوقَ جذعِ شجرةٍ محترق، وبينما هو يدخنُ سيجارةً يكتشف أن جندبًا قد أحال الرماد لونه إلى الأسود يزحف على جوربه ويبعده، فكانت أول كلمة قالها «اذهب لحالك أيها الواثب، طر بعيدًا إلى مكانٍ آخر».
| كان "نيك" سعيدًا بينما كان يزحف إلى داخل خيمته... فلقد كانت الرحلة شاقة، وكان متعبًا جدًا... فأعد مخيمه واستقر فيه، لا شيء يستطيع أن يمسه، فهذا مكان جيد للتخييم |
| —النهر الكبير ذو القلبين - ارنست هيمنجواي |

بعد ذلك بينما كان يسترخي وسط أشجار الصنوبر الطويلة غلبه النعاس، وعندما يستيقظ يصعد الأميال الأخيرة حتى حافة النهر حيث كان يراقب أسماك السلمون المرقطة وهي تأكل في ضوء المساء «مكونةً دوائر تحت سطح الماء كما لو كانت الأمطار قد بدأت في الهطول»، ثم ينصب خيمته ويفض أمتعته ويجهز عشاءه ويملأ دلوه بالماء ويجهز وعاءً من القهوة ويقتل بعوضةً قبل خلوده للنوم.

### الجزء الثاني
في وقت باكر من صباح اليوم التالي يملأ «نيك» جرة بخمسين جندبًا مثقلًا بالندي وجدها تحت جذع شجرة أسماها «مسكن الجنادب»، ثم تناول إفطاره وشرب قهوته المحلاة وصنع شطيرة من شرائح البصل، وبعد أن يفحص ويجمع صنارته الطائرة ويربط خيطها الرطب يسير إلى النهر ومعه شبكة معلقة في حزامه وكيس على كتفه وجرة الجنادب تتدلى حول عنقه، ثم ينزل إلى الماء ويصطاد الأسماك السابحة في المياه الضحلة، ويصطاد أحد أسماك السلمون «المرقط بلون حصى الماء الواضح» ثم يطلق سراحه ويذهب إلى بركة أعمق ويصطاد سمكة سلمون مرقطة ضخمة ولكنه يفقدها، وبعد أن ينال قسطًا من الراحة، يبتعد «نيك» عن البركة ذاهبًا إلى مركز النهر الأكثر ضحالة حيث يصطاد اثنين من أسماك السلمون المرقط ويضعهما في كيسه.
وبينما هو جالس فوق جذع شجرة يدخن سيجارة ويتناول شطيرة البصل، يفكر «نيك» في الصيد في مياه المستنقع الأكثر عمقًا، ولكنه يقرر تأجيل الأمر ليومٍ آخر، ومن ثم ينظف أسماك السلمون التي اصطادها قبل عودته إلى المخيم.

## الأفكار الرئيسة

### الحرب
يرى هيمنجواي أن الحرب العالمية الأولى هي «الحقيقة المحورية في عصرنا»، ويشير في قصته «النهر الكبير ذو القلبيين» إلى الدمار المادي الواسع النطاق وإلى حرب «نيك» الشخصية وإلى تجربة ما بعد الحرب، لكنه لم يشر إلى أي من هذه الحقائق المحورية بطريقة مباشرة. وقد لاحظ الباحث «جوزيف فلورا» أن هيمنجواي رسم شخصية «نيك» قادرًا على مواجهة الوضع «بشكل أكثر جدية مما سبق، بما يختص بقضايا الموت والحياة»، كما يرى كاتب السيرة الذاتية «فيليب يونغ» أن القصة معنية بشكل أساسي بوصف فتى «يحاول يائسًا ألا يفقد عقله».

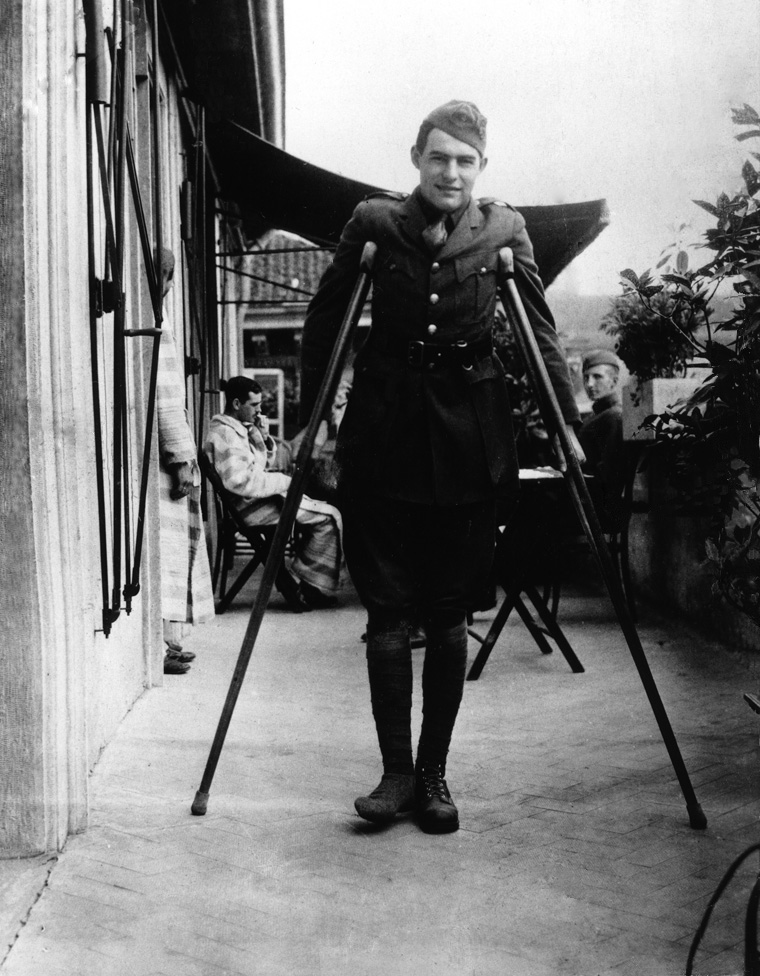
ارنست هيمنجواي في ميلانو عام 1918، حيث كان الكاتب ذو التسعة عشر عامًا يتعافي من اصابته بشظايا الحرب العالمية الأولى.

ويعود «نيك» من الحرب جريحاً، وهو يمثل نمط من الشخصيات استخدمه هيمنجواي مرةً أخرى في قصصه ورواياته اللاحقة، حيث يقدم هيمنجواي من خلاله صورة الجريح مجهول الهوية، وهي تقنية بلغت ذروتها في شخصية «جاك بارنز» في رواية «"الشمس تشرق ايضًا"».
يلمح الباحث «ويليم أدير» إلى أن تجربة نيك آدامز في الحرب كانت مختلفة، بل أنها ربما كانت صادمةً أكثر من تجربة هيمنجواي نفسه، كما كتب أنه لا يجب الخلط بين إصابة «نيك» الغير محددة وإصابة هيمنجواي أو تحديدها تلقائيًا. وبالرغم من أن روائع هيمنجواي من أمثال «النهر الكبير ذو القلبين» ربما ترتكز أساسًا على «الأفكار السوداء» عن الإصابة في الحرب، ويعتقد «جاكسون بنسون» أن تفاصيل السيرة الذاتية قد تم توظيفها كتقنيات تأطير لإبداء الملاحظات عن الحياة على نحوٍ عام وليس فقط عن تجربة «نيك» فحسب.
وكتب بنسون كذلك أن هيمنجواي قد أبدع سيناريوهات «ماذا لو» من مواقف حقيقية في أوائل قصصه، والتي صورها في شخصية خيالية، وتسأل الشخصية نفسها: «ماذا لو إنني قد أصِبتُ وفقدتُ عقلي؟»، كما كتب ايضًا أن «الكثير من قصص هيمنجواي تبدو كالحلم، فباكورة أعماله وأفضلها دائمًا ما تُقارن بكابوس قهري، كما في الصور المتواترة في»في وقتنا"،" ويرى أدير موقع النهر بمثابة تصوير خيالي لنهر بيافي القريب من فوسالاتا، حيث اصيب هيمنجواي بقذيفة هاون، وربما يكون هيمنجواي قد أخذ فكرة المستنقع من تضاريس معركة بورتوجراندا، والتي كتب عنها هيمنحواي في قصة نشرها في جريدة عام 1922، قائلا عنها: "لقد هاجم النمساويون والايطاليون ودافعوا في موقع عميق من مياه المستنقع." كما يرى أدير كذلك أن اصابة هيمنجواي قد انعكست في مشهد فقدان «نيك» سمكته التي قال عنها «أنها أكبر سمكة اصطدتها في حياتي»، بالإضافة إلى الصور الوصفية كالحذاء الذي «تلطخ بالوحل» بسبب الماء، إشارة إلى تذكر هيمنجواي «شعور وكأن حذائه قد امتلأ بالماء الدافئ (الدم) بعد إصابته».
وبينما كان يكتب «وليمة متنقلة» تذكر هيمنجواي «النهر الكبير ذو القلبين»، وتذكر حين كان «جالسًا في ركن وضوء ما بعد الظهيرة يسقط على كتفي أكتب في دفتر مذكراتي... فعندما توقفت عن الكتابة لم أكن أريد أن اترك النهر حيث يمكنني أن أرى اسماك السلمون المرقطة في البحيرة، ومياه سطحه تتدفق بسلاسة تجاه أخشاب الجسر. كانت القصة عن العائد من الحرب، ولكن لم تُذكر الحرب فيها.»

### الطبيعة
تصور قصص هيمنجواي الطبيعة عادة كمصدر للجوء والإحياء، فهو يظهر شخوصه دائمًا تنسحب إلى الريف باحثة عن بعث جديد، وتتشكل الطبيعة كمكان تتجلي فيه لحظة الفخر الوجودية للصيادين، وخاصة حين تسقط الفريسة بين أيديهم، وفي قصة «النهر الكبير ذو القلبين» يبتعد نيك آدامز عن البلدة التي لحقها الخراب ويذهب إلى الغابة ويسير إلى النهر دون أن يتأذى من الحريق، وقد كان الدافع وراء رحلته هو الغفران، وقد وصف النهر بـ «ذو القلبيين» لأنه يعطي الحياة في شكل طعام (الأسماك) ولأنه يتيح الخلاص.
| "كان المرج مبللا بقطرات الندي، وكان "نيك" يريد الامساك بالجنادب لاستخدامها كطعم قبل أن تجفف الشمس العشب، ووجد بالفعل الكثير من الجنادب الجيدة... كانت باردة ومبللة بالندي ولم يكن باستطاعتها القفز الا إذا جففتها الشمس، فالتقطها "نيك" وأخذ منها فقط البنية اللون ذات الحجم المتوسط ووضعها في زجاجة" |
| —النهر الكبير ذو القلبيين - ارنست هيمنجواي |

ويتوقف «نيك» في الغابة عند بستان أشجار وُصف بأنه يشبه المعبد، وهو وصف يحاكي رواية «شارة الشجاعة الحمراء» لستيفن كرين، والتي فيها يهرب هنري فليمينج إلى بستان أشجار يشبه المعبد، وفي البستان ينام «نيك» نومًا جيدًا لأول مرة منذ اندلاع الحرب، فهو في ذلك الوقت قد بدأ عملية الاستشفاء، وفي الصباح الباكر يذهب إلى النهر ويخوض في المياه كي يصطاد، فتخيفه قوة التيار في البداية ويجد صعوبة في بعض الأحيان في التحكم في نفسه.
يصف هيمنجواي طبيعة ميشيغان - التي ربما كانت مألوفة له في شبابه حيث كان يقضي الصيف في كوخ العائلة في بحيرة والون جنوب ميشيغان - يصفها
بطريقة غامضة كالحلم، ويرى رونالدو بيرمان أن تناول هيمنجواي للمناظر الطبيعية يشبه لوحة زيتية يعرض من خلالها حالة «نيك» العقلية. ويُقارن وصف مياه النهر بوصف الكاتب الأميركي المتعالي «هنري ديفيد ثورو» لبركة والدن، ويرى كاتب السيرة «مايرز» القصة مزيجًا من البدائية والرقي الأمريكيين، فـ «نيك» يبرهن على شعور بالخسارة «ليس ببساطة رحمة تحت الضغط وإنما تحت الحصار».
النظر للطبيعة على أنها الخير وللحضارة على أنها الشر هو موضوع منتشر في الأدب الأمريكي، وموجود في أعمال الكلاسيكيين الأمريكين مثل شخصية «هاكيلبري فن» للكاتب الأمريكي «مارك توين» التي ظهرت في القرن التاسع عشر، وفي رواية «اهبط يا موسي» للروائي ويليام فوكنر، التي ظهرت في القرن العشرين، ووفقًا للباحثة سوزان بيجيل، هيمنجواي هو كاتب طبيعة أمريكي في الأساس، حيث تعزو ذلك إلى تربيته، فقد كانت أمه تؤمن بشدة بحركة «العودة إلى الطبيعة» في مطلع القرن العشرين، وكان والده طبيبًا يدرس لابنه العلوم ويأخذه إلى اجتماعات حركة أغاسيز وهو صغير. وينعكس التقارب بين هيمنجواي والطبيعة بشدة في «النهر الكبير ذو القلبين» في الايقاعات العريضة حين جعل «نيك» يسافر إلى أعماق الريف الأمريكي عله يجد ما يخفف عنه، وفي التفاصيل الصغيرة كوصفه الأغسيزي «كائني التوجه» للجنادب.

## الأسلوب

### نظرية الجبل الجليدي
تأثر هيمنجواي بكتابات عزرا باوند وطبق مبادئ الحركة التصويرية على عمله، حيث يتضح تأثره بباوند في الأسلوب التجريدي الذي يعد الطابع الأبسط في باكورة روايات هيمنجواي الخيالية، ولقد أعلن هيمنجواي إعجابه بالكاتب «باوند» الأكبر منه سنًا، واعترف بأنه - باوند - قد علمه الكثير عن كيفية الكتابة، كما تعلم ايضًا من جيمس جويس، والذي غرس كذلك فكرة النثر الاقتصادي المجرد.
وفي العشرينيات اندرجت قصص هيمنجواي القصيرة تحت تعريف باوند الضيق للتصويرية، وقد كتب كاتب السيرة كارلوس بيتر ان هيمنجواي قد حاول في قصصه القصيرة أن يتعلم كيف «يحصد الأكثر من الأقل، وكيف يقلم اللغة ليضاعف حدتها، كيف لا يقول الا الحقيقة بطريقة تسمح بقول ما هو أكثر من الحقيقة.»، حيث تبني هيمنجواي هذا الأسلوب من خلال تقنية اسماها «نظرية الجبل الجليدي» كما وصفها بيكر، فالحقائق الثقيلة تطفو على الماء بينما البنية الداعمة بما فيها الترميز تعمل بعيدًا عن الأنظار، وقد وُصفت نظرية الجبل الجليدي بـ «نظرية الاسقاط»، ويؤمن هيمنجواي بان الكاتب بإمكانه أن ينقل موضوع أو مفهوم في حين ان الكتابة عن شيء مختلفة تمامًا، وفي «النهر الكبير ذو القلبين» نجده يتناول بالتفصيل الانشطة المعتادة التي يقوم بها «نيك».
| "لو ان كاتب النثر يعرف ما يكفي عما يكتب فربما يُسقط الأشياء التي يعرفها هو والقارئ، وان كان يكتب بصدق كافي فسوف يكون لديه -القارئ- شعور قويًا بهذه الأشياء وكأن الكاتب قد ذكرها،فوقار حركة الجبل الجليدي يرجع إلى ان ثمنه فقط هو الذي يظهر فوق الماء، فالكاتب الذي يُسقط اشياء لأنه ليس على دراية بها يُشكل فجوات في كتابته" |
| —ارنست هيمنجواي - موت في الظهيرة |

تمتلأ القصة بتفاصيل قد تبدو ظاهريًا تافهة، كأن يجمع «نيك» الجنادب، ويعد القهوة، ويصيد سمكة سلمون كبيرة ثم يفقدها، ومع ذلك، وفي هذا المناخ من الأحداث، يصبح التوتر والاثارة قويين جدًا حتى يفصح «نيك» عن أفكاره الداخلية ويأخذ استراحة، فبينما يصف هيمنجواي بعناية تفاصيل قد تبدو غير جوهرية في رحلة الصيد التي يذهب فيها «نيك»، نراه يتجنب أو بالكاد يلمح للقوة الدافعة في عمله، وقد صيغ الاضطراب العاطفي لـ «نيك» من خلال عودته لوطنه من حرب كارثية. ولقد أفصح هيمنجواي عن اعتقاده بان هذا الاغفال يجعل جوهر القصة وفحواها أكثر حدة، ويرى فلورا أن مفهوم نظرية الجبل الجليدي في «النهر الكبير ذو القلبين» أكثر وضوحًا من اى عمل ادبي آخر كتبه هيمنجواي. ويعتقد بول سميث أن هيمنجواي كان فقط لا يزال يختبر هذا الأسلوب خلال مجموعته القصصية «في وقتنا»، مؤكدًا على امكانية ملاحظة أسلوب هيمنجواي المبسط في هذه المجموعة، لكن ليس بقدر كبير من التحرير المحكم كما كان في منهجه الأول، والذي كان يرغب في محاكاة آثاره.
جاءت جمل هيمنجواي إلى الحياة «كأشياء صغيرة هزيلة، ثم أخذت تنمو حتى وصلت إلى حجمها المناسب من خلال عملية تراكم». فلقد تجنب هيمنجواي استخدام التراكيب المعقدة كي يعكس رغبة «نيك» في أن تكون رحلة الصيد بسيطة وغير معقدة، ويبين تحليل للنص أن حوالي 70% من الجمل هي جمل سهلة ذات تركيب بسيط خالي من التبعية، وأن التكرار غالبًا ما يحل محل الأفكار الفرعية، حيث يُبدع التكرار نثرًا ذو «تأثير ايقاعي وشعائري» يركز على النقاط المهمة، كما أن طول الفقرات يتفاوت في الفقرات القصيرة مكثفًا الحدث.
ولقد كتب بنسون أن أسلوب هيمنجواي النثري في «المخيم الهندي» و«النهر الكبير ذو القلبين» كان أكثر دقة وتجريدًا منه في القصص الأخرى، وإن النثر يكون خالدًا وأسطوريًا باستخدام جمل بسيطة وأسلوب سهل، وهي تقنيات اكتسبها هيمنجواي من الكتابة في الصحف.

### لوحات سيزان

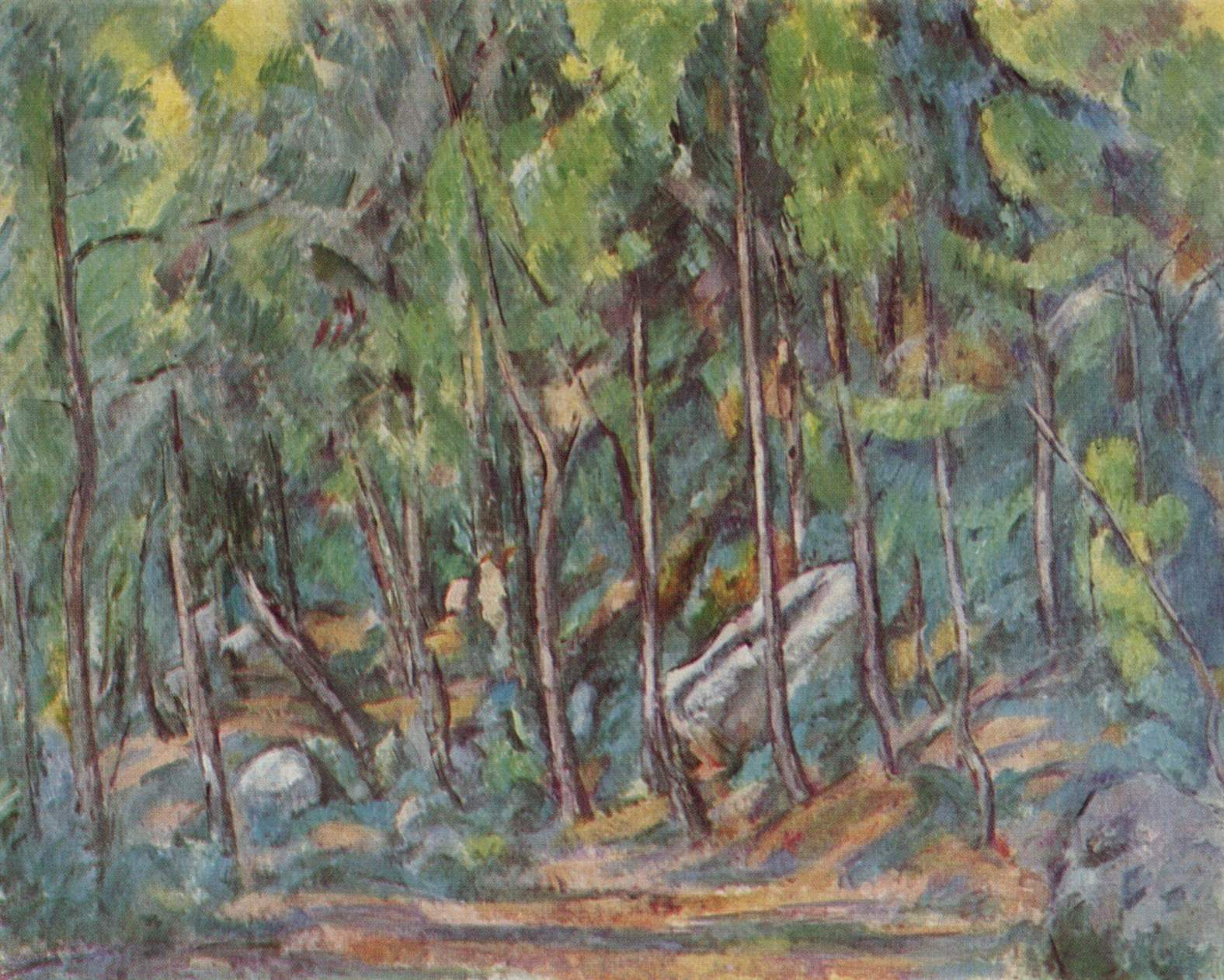
قال هيمنجواي عن لوحة «في غابة فونتينبلو» للفنان بول سيزان: «هذا ما نحاول أن نفعله في الكتابة، هكذا وهكذا، وعلينا أن نتسلق على الغابات والصخور»

أٌعجب هيمنجواي كثيرًا بالفنان الفرنسي «بول سيزان»، واتخذ في بداية حياته المهنية لكتاباته النثرية أسلوبًا يتماشى مع عمل هذا الفنان، وقد ذكر في لقاء معه عام 1949 أن سيزان هو فنانه المفضل، وأنه -هيمنجواي- يستطيع عمل منظر طبيعي كسيزان، حيث أنه قد تعلم كيف يفعل ذلك عن طريق السير في متحف لوكسمبورغ ألف مرة، ولقد أراد هيمنجواي أن يشبه هيكل قصته «النهر الكبير ذو القلبين» أحد لوحات سيزان، من خلال واجهة جلية التفاصيل ترتكز على خلفية غامضة الملامح.
أرسل هيمنجواي رسالة إلى شتاين في أغسطس عام 1924 يقول فيها: لقد انتهيت لتوي من كتابة قصتين طويلتين... وأنهيت تلك التي كنت أمكث عليها قبل انتقالي إلى إسبانيا حيث أقيم في الريف مثل سيزان مستمتعًا طوال الوقت أو معظمه. قصتي تلك تتكون من حوالي مائة صفحة كاملة لا يحدث خلالها شيءً جديد، غير أن الريف مذهل، ولقد أنهيت حبكتها كاملة".
ولقد كشف وصف هيمنجواي للنهر والريف تأثره بأسلوب مرحلة ما بعد الانطباعية، والذي كان شديد التأثر بالمعاصرين، وكان كثيرًا ما يزور متحف لوكسمبورغ حيث رأى لوحات سيزان الثلاثة: ليستاك (L'Estaque) وساحة المزرعة (Cour d'une ferme) وأشجار الحور (Les Peupliers)، ولقد تم عرض مجموعة من لوحات سيزان المائية في معرض برهايم-جون قبل أن يبدأ -هيمنجواي- في كتابة القصة، وكتب هيمنجواي في «وليمة متنقلة» أنه كان «يتعلم شيءًا ما من لوحات سيزان جعل كتابة جمل بسيطة وصادقة أكثر من كافٍ لجعل القصص ذات أبعاد كنت أحاول وضعها فيها».

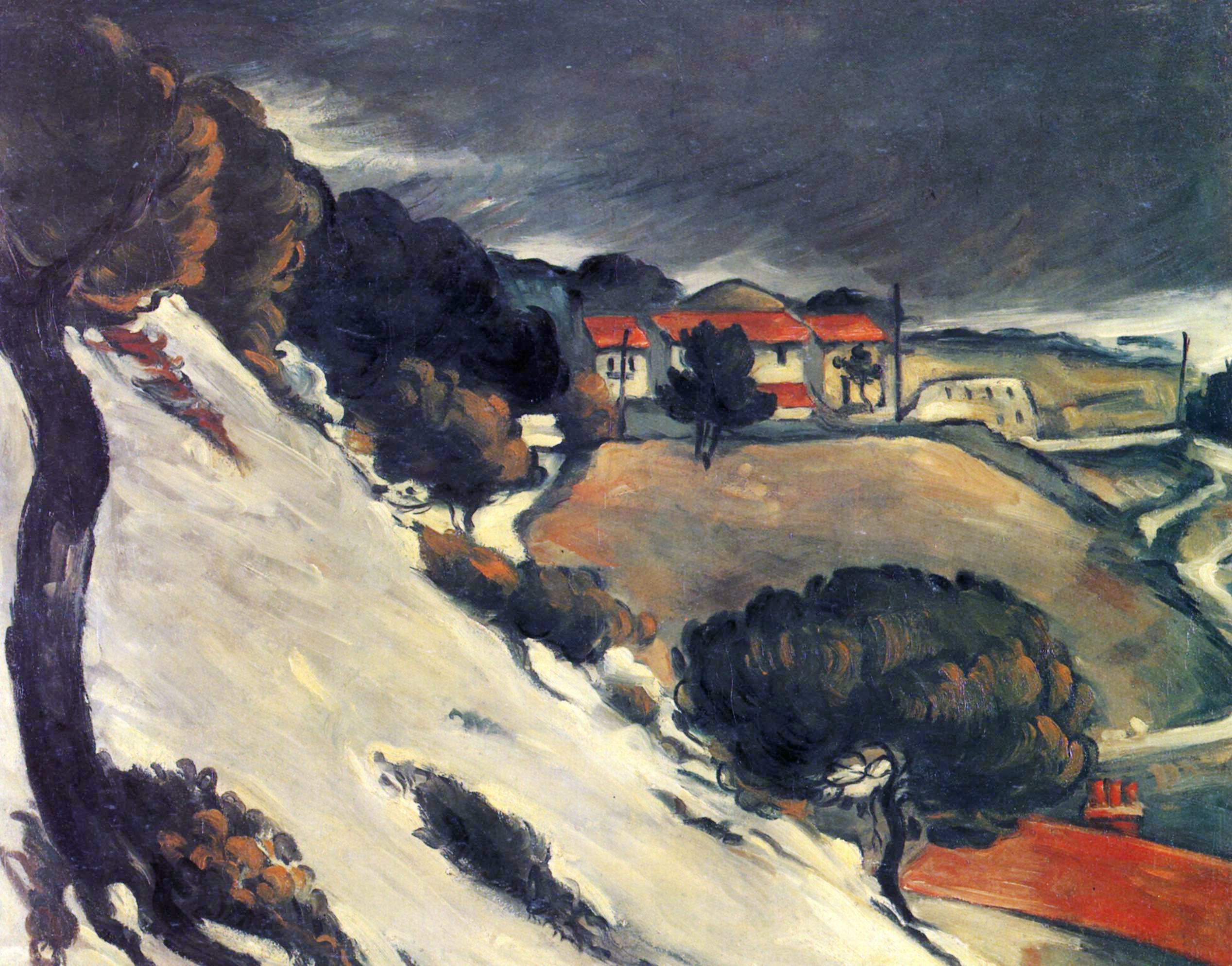
لوحة L'Estaque ليستاك -الجليد الذائب للفنان سيزان، 1871 (28.75 سم × 36.25 سم)

لاحظ بيرمان عند مقارنته قصة «النهر الكبير ذو القلبين» بلوحات سيزان أن هيمنجواي قد أسس «تمثيلا للتكوين والفضاء والضوء»، وأن الفقرات الوصفية المعقدة قد أعطت «الضوء والتكوين... رؤية غالبة معنية كثيرًا بالثبات»، بينما في الخلفية الوسطى «نشعر بالأشجار من خلال التكوينات العامودية والألوان الداكنة فقط». ومثل لوحات سيزان، فمناظر هيمنجواي الطبيعية غامضة ولا تمثل أي مكان معين: فلقد احترقت سيني عام 1891 وليس عام 1919، كما أن التل الذي تسلقه نيك غير موجود ابدًا، والفرع الشرقي من نهر «فوكس» حيث كان يخيم ليس كنزهة طويلة من المدينة.
ويعتقد جونستون كينيث أن استخدام هيمنجواي للترميز يُعد بديلا للدهانات وفرش الطلاء، فهو يرى وصف المدينة بعد الحريق وخطوط السكك الحديدية كأنها كلمات «قد شقت طريقها وسط المناظر الطبيعية» مع تشابه طبيعي بيها وبين المناظر الطبيعية في لوحات سيزان، فالفقرات دقيقة التفاصيل عن مكان التخييم وأنشطة «نيك» الروتينية تثري واجهة القصة، بينما الغابة والمستنقع المتوعد الذين أُُبعدا إلى الخلفية يوصفان بطريقة غامضة وبشكل عابر، كما يعمل النهر كفاصل بين الواجهة والخلفية، ويظهر عميقًا في بعض الأماكن وضحلًا في أخرى، ويتدفق ما بين بطئ وسريع. ويرى بيرمان أن «نيك» قد أُُظهر كشخصية في لوحة، فهو يُرى في الواجهة عند المخيم وعلى مسافة من خلفية المستنقع المظلمة.

### استخدام الرمز
يوضح «هيمنجواي» أن «نيك» غير قادر على التأمل الذاتي ولا على التعامل مع الألم من خلال استخدام الرموز ومجموعة من الأشياء الملموسة، مما سمح للقارئ أن يكتشف دوافع الشخصية، فعلى سبيل المثال، نجده يقع - حرفيًا - من القطار عند وصوله إلى سيني حيث صدمه منظر القرية المحترقة وقد زادت تجربته في الحرب من عمق الصدمة، فنراه يترك خلفه القرية حريقًا ويتسلق تلًا في الجو الحار ويتطلع على الدمار الذي حل بالقرية، حيث يرمز الجو الحارق والحريق إلى ذكريات هيمنجواي عن إيطاليا التي مزقتها الحرب، والتي يأمل في إعادة إحياءها مرة أخرى قائلا «لا يمكن أن تكون قد احترقت بالكامل، فهو يعرف ذلك».
| كانت ضفاف المستنقع ظاهرة للعيان، وأخشاب الأرز الكبيرة تتقارب باتجاه السماء، بحيث لا تتخللها الشمس الا في بعض البقع في المياه العميقة السريعة ذات الضوء الخفيف، سوف يكون الصيد مأساويًا... و"نيك" لا يريد ذلك |
| —ارنست هيمنجواي - "النهر الكبير ذو القلبيين" |

وعلى قمة التل يأخذ «نيك» استراحة ويدخن سيجارة ويتحدث للمرة الأولي، وترى فلورا أن هذا الحديث يرمز إلى إنسانيته التي فقدها في الحرب والتي بدأ يستعيدها من جديد، ومن خلف القرية نرى الجسر فوق النهر لا يزال موجودًا، حيث يرمز النهر إلى الزمن والخلود وإلى الاستشفاء ودورة الحياة والموت في الطبيعة، وربما كان «نيك» يرى الرحلة التي هو فيها كسعي ديني، نظرًا للرمز المسيحي المتمثل في السمكة.
ومن المدينة يمتد طريق يؤدي إلى قرية خلفية قديمة يعبر بموجبها جسر تبقي تحته أسماك السلمون المرقط ثابتة ضد التيار، ثباتًا كذلك الذي يحتاج إليه «نيك» بشدة، ومن فوق الجسر يلمح «نيك» جناح طائر الرفراف الجذاب، ذلك الطائر الذي أشار «جونستون» إلى أنه يرمز إلى «الأيام الذهبية والسلام والهدوء»، كما ترمز الشجرة الكبيرة المُقتلعة إلى بطل القصة نفسه الذي اقتلعته الحرب من جذوره واضطرته إلى النزوح، وتتمثل هشاشته في أسماك السلمون المرقطة التي حررها بحذر حتى لا يضر بالطبقة اللزجة التي تحميها.
ويرمز المخيم إلى الأمان، فهو يقع في عمق بستان الصنوبر وسط اللون الأخضر المريح وراء ثلاثة أشجار ميتة، ويظهر في الخلفية المستنقع حيث لن يغامر «نيك»، كما تُصور الخيمة كملاذ ومكان آمن أقل ظلامًا من المحيط خارجها، وعلى الجانب الآخر، يصف هيمنجواي المستنقع بشكل يظهره محاطًا بالضباب في الليل، وكمكان يحاول «نيك» عمدًا أن يتجنب التفكير فيه، فعندما يستيقظ في الصباح وقد استعاد نشاطه نجده يشعر بالقوة وبأن المستنقع قد أصبح لا يشكل تهديدًا له.

## الاستقبال النقدي
نشرت صحيفة «ثري ماونتنس - الجبال الثلاثة» المجموعة القصصية «في وقتنا» كجزء من سلسة باوند الأكثر حداثة في باريس عام 1924، حيث استقبل النقاد العمل بشكل جيد الذي وصفه «إدموند ويلسون» بأنه «التميز الأول»، ثم كتب في الأربعينات عن «النهر الكبير ذو القلبين»: «جنبًا إلى جنب مع سمك السلمون المرقط... ينتج الفتي القادم من وسط غرب أمريكا قطعة فنية صغيرة ومميزة ولطيفة»، وعندما نشرت القصة في الولايات المتحدة، أكد النقاد على أن هيمنجواي قد نشطها بأسلوبه الهش وباستخدامه الجمل التقريرية. وفي عام 1952 علقت صحيفة «نيويورك تايمز» على قصة «النهر الكبير ذو القلبين» قائلة إنها واحدة من «أفضل قصص هيمنجواي الأولي وأكثرها سعادة»، وذلك في تعقيبها على رواية «العجوز والبحر» التي كان هيمنجواي سيربح عنها جائزة بوليتزر وجائزة نوبل في الأدب.
ويرى كارلوس بيكر أن القصص المنشورة ضمن المجموعة القصصية «في وقتنا» هي إنجاز ملحوظ لأي كاتب شاب، كما يصف جوزيف فلورا قصة «النهر الكبير ذو القلبين» بأنها «بلا شك القصة الأكثر تألقًا في المجموعة القصصية في وقتنا». ولقد أصبحت القصة واحدة من أكثر قصص هيمنجواي تضمينًا في مجموعات أدبية، وواحدة من موضوعات قليلة تصلح للنقد الأدبي الجاد منذ نشرها، كما أنها تنتمي إلى شريعة الأدب الأمريكي في القرن العشرين، وقد كتب عنها بيجيل أنها واحدة من أفضل القصص القصيرة الأمريكية مثلها في ذلك مثل «القارب المكسور» لستيفن كرين، و«يونج جودمان بروان» لناثانيال هاوثورن و«سقوط بيت أشر» لإدغار آلان بو.
ووفقًا لبنسون، فعلى الرغم من تأثير باوند وجويس، فإن هيمنجواي «قد نقل التكوين الجديد إلى موقع التأثير المهيمن» لفترة طويلة في القرن العشرين، حيث كتب هيمنجواي رواياته في الزمن الحاضر، على عكس كتاب معاصرين آخرين كتبوا عن إنسان من الزمن الماضي، مما جعله «معاصرًا حقيقيًا».

### الاستشهادات
1. ↑  ميجان فلويد ديسنويرز، "Ernest Hemingway: A Storyteller's Legacy". مكتبة جون كينيدي، اطلع عليه بتاريخ 30 سبتمبر 2011 نسخة محفوظة 28 يوليو 2017 على موقع واي باك مشين. [وصلة مكسورة]
2. ↑  Baker (1972), 15–18
3. ↑  Oliver (1999), 168–169
4. ↑  Mellow (1992), 271
5. 1 2 3  بينسون (1989)، 350
6. ↑  ميلاو (1992)، 48-49
7. ↑  ميلاو (1992)، 57
8. ↑  ميلاو (1992)، 57-60
9. ↑  توماس بوتنام، "هيمنجواي في الحرب وتداعياتها". الأرشيف القومي. استرجاع 30 نوفمبر 2011. نسخة محفوظة 18 أكتوبر 2012 على موقع واي باك مشين.
10. ↑  ميلاو (1992)، 101
11. ↑  جونستون (1984)، 35
12. 1 2 3  ميلاو (1992)، 273-277
13. ↑  ريونالدو (1989)، 263، 271
14. ↑  بيكر (1972)، 410; أوليفر (1999)، 169
15. 1 2  فلورا (2004)، 41
16. ↑  بيكر (1972)، 412؛ أوليفر (1999)، 394
17. ↑  هيمنجواي (طبعة 1973)، 159
18. ↑  هيمنجواي (طبعة 1973)، 162
19. 1 2  هيمنجواي، طبعة 1973، 179
20. ↑  هيمنجواي (طبعة 1973)، 164
21. 1 2  هيمنجواي، طبعة (1973)، 169
22. ↑  هيمنجواي (طبعة 1973)، 172
23. ↑  هيمنجواي (طبعة 1973)، 174
24. 1 2  فلورا (2004)، 43
25. 1 2  فلورا (2004)، 42
26. 1 2  يانج (1973)، 8-9
27. ↑  أدير (1991)، 586
28. ↑  بينسون (1989)، 352
29. ↑  بينسون (1989)، 351
30. ↑  اقتباس، أدير (1991)، 585
31. ↑  أدير (1991)، 586-587
32. ↑  اقتباس، فلورا (2004)، 43
33. ↑  ستولتزفيوس(2005)، 215–218
34. ↑  بيرمان (2011)، 66
35. ↑  فلورا (2004)، 44
36. ↑  فلورا (2004)، 51
37. 1 2  بيرمان (2011)، 61
38. ↑  مايرز (1985)، 145
39. ↑  فلورا (2004)، 46
40. ↑  بيجيل (2000), 63–71
41. ↑  مايرز (1985)، 74، 126
42. 1 2 3  بينسون (1975)، 285-287
43. 1 2  بيكر (1972)، 117
44. ↑  مقتبس من أوليفر (1999)، 322
45. ↑  أوليفر (1999)، 321-322
46. ↑  سميث (1996)، 45
47. ↑  ويلز (1975)، 130-133
48. ↑  مقتبس من بيرمان (2007)، 39
49. ↑  جونستون (1984)، 31
50. ↑  بيكر(1981)، 122
51. ↑  اقتباس من جونسون (1984)، 28-30
52. ↑  بيرمان (2007)، 40
53. 1 2  جونستون (1984)، 32-36
54. ↑  جونستون (1984)، 31-32
55. ↑  زاف (2005), 161
56. 1 2  فلورا (2004)، 44-45
57. ↑  فلورا (2004)، 55-58
58. ↑  مقتبس من فاغنر-مارتن (2002)، 4
59. ↑  ويلسون (طبعة 2005)، 9
60. ↑  ميلاو (1992)، 314
61. ↑  روبرت جورهام ديفيس (7 سبتمبر 1952). "صياد هيمنجواي التراجيدي". نيويورك تايمز. مؤرشفة من الأصل في 15 فبراير 2001. تم الاسترجاع في 26 يونيه 2012. نسخة محفوظة 21 أبريل 2017 على موقع واي باك مشين.
62. ↑  بيكر (1972)، 21
63. ↑  بيجيل (1992)، 3

## وصلات خارجية
- النهر الكبير ذو القلبين - النص الأصلي (بالإنجليزية)
- النهر الكبير ذو القلبين - الجزء الأول - SparkNotes
- النهر الكبير ذو القلبين - الجزء الثاني - SparkNotes
- أرشيفات هيمنجواي - مكتبة جون كيندي
- «فن الخيال، رقم 21». مراجعة باريس، ربيع 1958.